# Lyle Rowe
Lyle Rowe (Port Elizabeth, 13 juni 1987)  is een Zuid-Afrikaanse golfprofessional. Hij debuteerde in 2009 op de Sunshine Tour.

## Loopbaan
In 2009 werd Lowe een golfprofessional en maakte meteen zijn debuut op de Sunshine Tour. Op 8 juni 2014 behaalde hij zijn eerste profzege op de Sunshine Tour door het Zambia Sugar Open te winnen.

## Prestaties

### Amateur
- Eastern Province Amateur Matchplay

### Professional
Sunshine Tour
| Nr. | Datum       | Toernooi          | Score           | Score | Info  |
| --- | ----------- | ----------------- | --------------- | ----- | ----- |
| 1   | 8 juni 2014 | Zambia Sugar Open | 76+69+66+68=279 | –13   | [ 2 ] |